# Amanita kotohiraensis
Amanita kotohiraensis é um fungo que pertence ao gênero de cogumelos Amanita na ordem Agaricales. Foi descrito cientificamente pela primeira vez por Nagasawa & Mitani em 2000.